# Benoît Cosnefroy
Benoît Cosnefroy (Cherbourg, 17 de octubre de 1995) es un ciclista francés, miembro del equipo Decathlon AG2R La Mondiale Team.

## Palmarés
2016
- 1 etapa de la Boucle de l'Artois

2017
- 1 etapa del Rhône-Alpes Isère Tour
- 2.º en el Campeonato Europeo en Ruta sub-23
- Gran Premio de Isbergues
- Campeonato Mundial en Ruta sub-23  [1]

2019
- París-Camembert
- Gran Premio de Plumelec-Morbihan
- Polynormande
- Tour de Limousin, más 1 etapa

2020
- Gran Premio Ciclista la Marsellesa[2]
- Estrella de Bessèges
- 1 etapa de la Ruta de Occitania

2021
- Tour de Finisterre
- Bretagne Classic
- Tour de Jura
- 3.º en el Campeonato Europeo en Ruta

2022
- Gran Premio de Quebec

2024
- Tour de los Alpes Marítimos, más 1 etapa
- París-Camembert
- Flecha Brabanzona
- Gran Premio de Morbihan
- Tour de Finisterre
- 1 etapa de la Boucles de la Mayenne

2025
- Gran Premio de Morbihan

## Resultados

### Grandes Vueltas
| Carrera | Carrera         | 2016 | 2017 | 2018 | 2019  | 2020  | 2021  | 2022 | 2023  | 2024 | 2025 |
| ------- | --------------- | ---- | ---- | ---- | ----- | ----- | ----- | ---- | ----- | ---- | ---- |
|         | Giro de Italia  | —    | —    | —    | —     | —     | —     | —    | —     | —    | —    |
|         | Tour de Francia | —    | —    | —    | 113.º | 116.º | 107.º | 90.º | 101.º | —    | —    |
|         | Vuelta a España | —    | —    | —    | —     | —     | —     | —    | —     | —    | —    |

### Clásicas y Campeonatos
| Carrera                 | Carrera                 | 2016 | 2017  | 2018 | 2019 | 2020 | 2021 | 2022 | 2023 | 2024 |
| ----------------------- | ----------------------- | ---- | ----- | ---- | ---- | ---- | ---- | ---- | ---- | ---- |
| Omloop Het Nieuwsblad   | Omloop Het Nieuwsblad   | —    | —     | —    | —    | —    | —    | —    | 63.º | —    |
| Strade Bianche          | Strade Bianche          | —    | —     | —    | —    | —    | —    | 29.º | —    | 6.º  |
|                         | Milán-San Remo          | —    | —     | —    | —    | —    | —    | 78.º | 22.º | 20.º |
| Flecha Brabanzona       | Flecha Brabanzona       | —    | —     | —    | —    | 3.º  | 8.º  | 2.º  | 3.º  | 1.º  |
| Amstel Gold Race        | Amstel Gold Race        | —    | —     | 48.º | 44.º | X    | —    | 2.º  | 21.º | 16.º |
| Flecha Valona           | Flecha Valona           | —    | —     | Ab.  | 12.º | 2.º  | 18.º | 13.º | Ab.  | 4.º  |
|                         | Lieja-Bastoña-Lieja     | —    | —     | Ab.  | 45.º | 18.º | 48.º | 24.º | 54.º | 16.º |
| Bretagne Classic        | Bretagne Classic        | —    | —     | 9.º  | 7.º  | —    | 1.º  | 20.º | 27.º | 26.º |
| Gran Premio de Quebec   | Gran Premio de Quebec   | —    | —     | 25.º | 10.º | X    | X    | 1.º  | 54.º |      |
| Gran Premio de Montreal | Gran Premio de Montreal | —    | —     | 24.º | 17.º | X    | X    | 20.º | 27.º |      |
| París-Tours             | París-Tours             | 96.º | 155.º | 3.º  | —    | 2.º  | —    | 83.º | 54.º |      |
| Mundial en Ruta         | Mundial en Ruta         | —    | —     | —    | 42.º | —    | 19.º | 26.º | 47.º |      |
| Europeo en Ruta         | Europeo en Ruta         | —    | —     | —    | —    | —    | 3.º  | —    | —    |      |
| Francia en Ruta         | Francia en Ruta         | —    | —     | 67.º | Ab.  | 26.º | 14.º | 66.º | 14.º | 7.º  |

—: No participa

Ab.: Abandona

X: No se disputó

## Equipos
- AG2R La Mondiale (stagiaire) (08.2016-12.2016)
- AG2R (08.2017-)
  - AG2R La Mondiale (08.2017-2020)
  - AG2R Citroën Team (2021-2023)
  - Decathlon AG2R La Mondiale Team (2024-)